# 上阿韦讷
上阿韦讷（法語：Haute-Avesnes，法語發音：[ot avɛn]）是法国上法蘭西大區加来海峡省的一个市镇，属于阿拉斯区。

## 地理
上阿韦讷（50°19'43"N, 2°38'28"E）面积3.97 平方千米，位于法国上法蘭西大區加来海峡省，该省份为法国北部沿海省份，西北濒北海，南至索姆省，东临北部省。
与上阿韦讷接壤的市镇（或旧市镇、城区）包括：弗雷万卡佩勒、蒙圣埃卢瓦、阿克、阿涅兹迪藏、卡佩勒费尔蒙、埃特兰、阿巴尔、马勒伊。

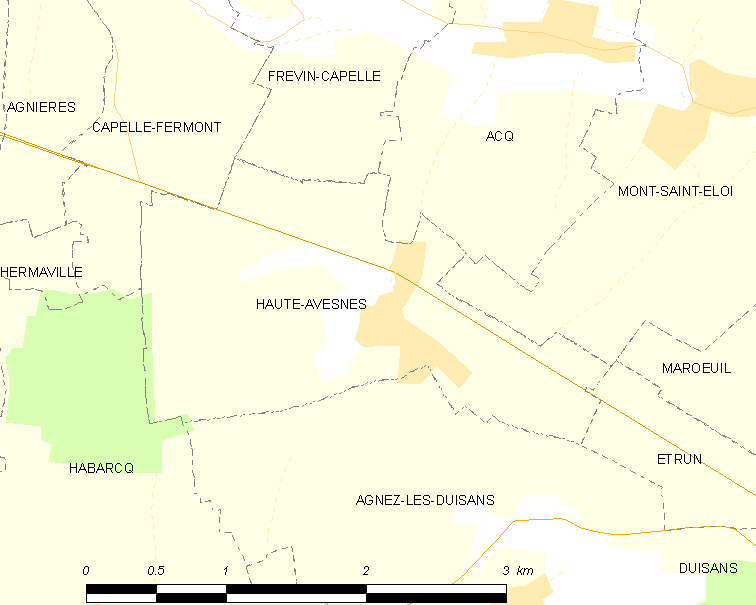
上阿韦讷的OSM定位图

上阿韦讷的时区为UTC+01:00、UTC+02:00（夏令时）。

## 行政
上阿韦讷的邮政编码为62144，INSEE市镇编码为62415。

## 政治
上阿韦讷所属的省级选区为阿韦讷勒孔特县。

## 人口

1962-2008年间上阿韦讷人口变化图示

上阿韦讷于2022年1月1日时的人口数量为462人。